# جواز سفر جنوب السودان
يتم إصدار جواز سفر جنوب السودان لمواطني جنوب السودان للسفر الدولي. بدأت جمهورية جنوب السودان بإصدار جوازات السفر الالكترونية والمعترف بها دوليا في يناير عام 2012. أطلقت جوازات سفر رسميا من قبل الرئيس سلفا كير في 3 يناير عام 2012 في حفل أقيم في العاصمة جوبا. جواز السفر الجديد سيكون ساري المفعول لمدة خمس سنوات.
في أعقاب الأزمات الاقتصادية والتضخم المفرط أفيد في نوفمبر 2017 أن الشركة الألمانية التي تطبع جوازات السفر أوقفت عملياتها بعد أن فشلت في تلقي دفع فاتورة قيمتها 500 ألف دولار.

## متطلبات التأشيرة
اعتبارًا من 2 يوليو 2019 كان مواطنو جنوب السودان يتمتعون بإمكانية الدخول إلى 42 دولة وإقليم بدون تأشيرة أو تأشيرة عند الوصول، مما أدى إلى تصنيف جواز سفر جنوب السودان في المرتبة 99 من حيث حرية السفر وفقًا مؤشر هينلي لجوازات السفر.